# 法莱别墅
47°06′18″N 6°49′00″E / 47.105067°N 6.816687°E
法莱别墅（Villa Fallet）是一座传统的木屋，位于瑞士拉绍德封，由18岁的勒·柯布西耶设计和建造。他通过去图书馆阅读建筑和哲学、参观博物馆、绘制建筑草图和建造建筑，来自学建筑学。1905年，他和另外两名学生,在老师雷内·查帕拉兹的指导下，设计并建造了自己的第一栋房子：法莱别墅, 主人雕刻师路易·法莱（Louis Fallet），是他的老师查理·勒普拉特尼尔的另一位朋友。该建筑为沙宾风格，是新艺术运动的瑞士变体。
位于拉绍德封附近森林覆盖的山坡上的这座传统的小屋，屋顶陡峭，具有当地阿尔卑斯风格，立面装饰着精心制作的彩色几何图案，为三角形松树和松果。这座房子的成功，使他在同一地区又建造了两座类似的房子，雅克梅特别墅和斯托泽别墅，于1905年竣工。 已列入瑞士国家和区域重要文化财产名录。